# Профиль Яффе
Профиль Яффе (англ. Jaffe profile), модель Яффе — математическая функция, описывающая распределение массы или яркости в эллиптических галактиках и в балджах спиральных галактик. Была предложена Вальтером Яффе (нидерл. Walter Joseph Jaffe) из Лейденского университета в 1983 году. При проецировании распределения на картинную плоскость данное распределение согласуется с профилем де Вокулёра.
Плотность в модели Яффе задана функцией
{\displaystyle \rho (r)={\rho _{0} \over 4\pi }\left({r \over r_{0}}\right)^{-2}\left(1+{r \over r_{0}}\right)^{-2}.}
В данном выражении {\displaystyle \rho _{0}} и {\displaystyle r_{0}} являются параметрами, которые можно варьировать для лучшего согласия модели с наблюдательными данными.
Яффе описывает, каким образом была создана данная модель:
[Формула] была выведена на основе данных наблюдений, поскольку профиль яркости сферических галактик выглядел снижающимся пропорционально  {\displaystyle r^{-3}} и {\displaystyle r^{-1}} в некоторых частях оболочки и ядра соответственно. Это наводит на мысли о том, что пространственная плотность меняется пропорционально {\displaystyle r^{-4}} и {\displaystyle r^{-2}}.

Вариантами закона Яффе являются профиль Хернквиста, профиль Денена и профиль Наварро — Френка — Уайта, обладающие аналогичной функциональной формой, но другими показателями степени.